# Ожеедка
Ожеедка — река в России, протекает в Марёвском районе Новгородской области. Устье реки находится между деревнями Старое Маслово и Новое Маслово Молвотицкого сельского поселения. В этом месте Ожеедка (слева) сливается с Дымцевкой (справа) и даёт начало Ладомирке. Длина реки составляет 13 км.
Справа в Ожеедку впадает приток Крутой.
Система водного объекта: Ладомирка → Пола → Ильмень → Волхов → Ладожское озеро → Нева → Балтийское море.

## Данные водного реестра
По данным государственного водного реестра России относится к Балтийскому бассейновому округу, водохозяйственный участок реки — Ловать и Пола, речной подбассейн реки — Волхов. Относится к речному бассейну реки Нева (включая бассейны рек Онежского и Ладожского озера).
Код объекта в государственном водном реестре — 01040200312102000022035.